# Ostrau (Saalekreis)
Ostrau este o comună în Saxonia-Anhalt, Germania